# Michael Weiss (triatleta)
Michael Weiss (Viena, 17 de enero de 1981) es un deportista austríaco que compitió en triatlón. Ganó cuatro medallas en el Campeonato Mundial de Xterra Triatlón entre los años 2008 y 2011.

## Palmarés internacional
| Campeonato Mundial | Campeonato Mundial    | Campeonato Mundial | Campeonato Mundial |
| Año                | Lugar                 | Medalla            | Prueba             |
| ------------------ | --------------------- | ------------------ | ------------------ |
| 2008               | Maui (Estados Unidos) | Medalla de plata   | Individual         |
| 2009               | Maui (Estados Unidos) | Medalla de bronce  | Individual         |
| 2010               | Maui (Estados Unidos) | Medalla de bronce  | Individual         |
| 2011               | Maui (Estados Unidos) | Medalla de oro     | Individual         |